# Moerwijk
Moerwijk is een Haagse wijk, onderdeel van stadsdeel Escamp.
De wijk grenst aan de wijken Wateringse Veld, Morgenstond, Zuiderpark, Groente- en Fruitmarkt en Laakkwartier en Spoorwijk.
Moerwijk is gebouwd kort voor en na de Tweede Wereldoorlog. Het stedenbouwkundig ontwerp werd verzorgd door Willem Dudok. Moerwijk is vernoemd naar de historische naam moer dat betekent drassig land, moeras of veenbodem.

## Bevolkingsamenstelling
In 2009 telde de wijk 49% allochtonen, de bevolking is een smeltkroes van veel verschillende etnische groepen.
| inwoners 2009                  | legaal | legaal en illegaal |
| ------------------------------ | ------ | ------------------ |
| Nederlanders                   | 9998   | 9998               |
| Marokkanen                     | 1415   | 1891               |
| Turken                         | 1530   | 1927               |
| Surinamers                     | 1839   | 1839               |
| Antillianen                    | 783    | 783                |
| Zuid-Europeanen                | 330    | 330                |
| Overig geïndustrialiseerd      | 1134   | 1265               |
| Overig niet geïndustrialiseerd | 2604   | 3193               |
| totaal                         | 19633  | 21226              |

In 2018 had 75% van de wijkbewoners een migratieachtergrond.

## Opzet, renovatie, sloop en nieuwbouwplannen

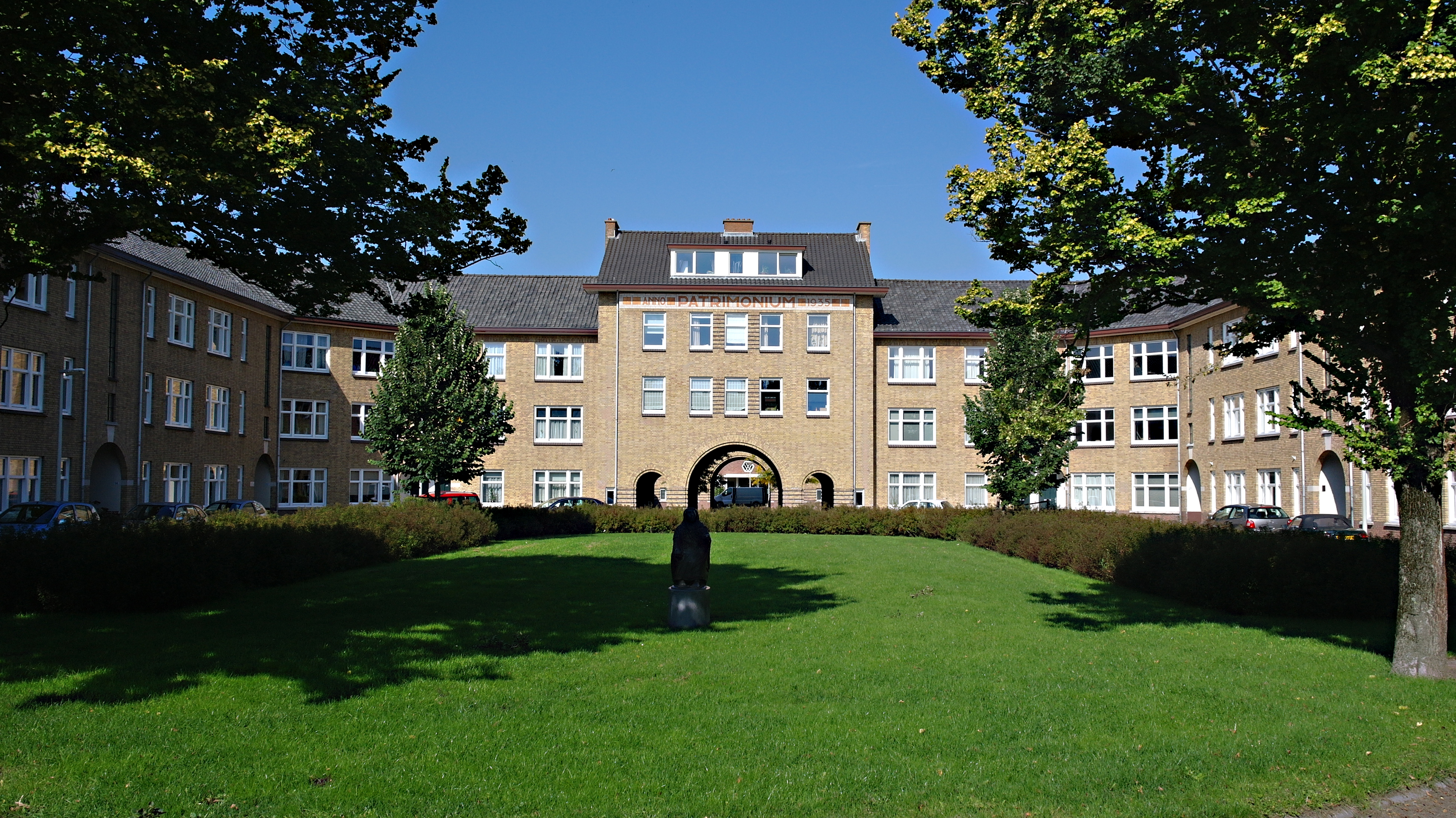
Sociale woningbouw aan het Esmoreitplein uit 1935

Moerwijk is grotendeels opgezet volgens een plan van de architect en stedenbouwkundige Dudok in 1949 met als gegeven dat ‘Moerwijk 1’, de buurt die reeds voor 1940 ontstond, aangesloten moest worden op de te ontwerpen hoofdwegenstructuur van Den Haag. Rond het grote centrale Erasmusplein zijn vier buurten ontworpen (Moerwijk 2, 3, 4 en 5) met ieder een bepaald voorzieningenniveau zoals een kerk, een winkelcentrum, plantsoenen en een school. De twee grootste winkelcentra van de wijk werden rond het Heeswijkplein en in de Betje Wolfstraat gebouwd. Typerend voor de wederopbouw had iedere buurt nog een aantal kleinere winkelcentra van 5 tot 10 winkels. In Moerwijk waren deze op het Westhovenplein/Raaphorstlaan, Jan Luykenlaan (bij Moerweg) en er waren nog enkele winkels op de Loevesteinlaan bij de Cannenburglaan. Deze zijn echter op initiatief van de gemeente gesaneerd om te pogen de grote centra te versterken. De karakteristieke hoekwinkels in Moerwijk 1 zijn in de jaren 1990 bijna allemaal tot woning verbouwd.
Op de punt van de Reviusstraat, Troelstrakade en de Erasmusweg is jarenlang een klooster gevestigd geweest dat in de jaren 1980 werd gesloopt. Hiervoor in de plaats kwam een gebogen woongebouw terug. De diverse woningbouwverenigingen maakten tussen 1995 en 2005 vele plannen Moerwijk bijna geheel te slopen en van nieuwe bebouwing te voorzien. De nieuwe bebouwing zou een mix van (duurdere) koop- en sociale huurwoningen moeten zijn zodat wat bewonerspopulatie betreft er meer diversiteit in de wijk zou worden bereikt. Deze ambities ketsten vaak af op een tekort aan middelen en malaise op de bouwmarkt. Op enkele plekken is gesloopt en verrees nieuwbouw (stand 2012):
- Erasmusweg, hoek Middachtenweg
- het rechthoek van Raaphorstlaan, Middachtenweg, Guntersteinweg en Geysterenweg (plan ‘Stadspark Overvoorde’)
- Rijnauwenstraat, hoek Erasmusweg.

Ambitieus waren de plannen van de gemeente Den Haag om rond het station Moerwijk een geheel nieuwe woon- en kantorenwijk te realiseren die voor een groot gedeelte op de voormalige binnenhaventerreinen in Laakhaven West moesten worden gerealiseerd. Dit ‘Masterplan Knooppunt Moerwijk’, onderdeel van de Structuurvisie Den Haag 2020, ligt qua ontwikkelingen al enige jaren stil. In 2012 meldt de gemeente Den Haag de ontwikkelingen vier jaar stil te leggen, alleen de verkeerssituatie rond Station Moerwijk wordt mogelijk aangepakt.

## Sport
Moerwijk grenst aan het Haagse Zuiderpark en kan aldus bogen op een rijke sporthistorie. Wat betreft voetbal waren de eerste clubs in het Zuiderpark er al in de jaren 1930 actief. ADO is daarvan de bekendste. Ook clubs als VCS, De Ooievaars, VVP, HDV, en HPSV speelden decennialang in het Zuiderpark. De Adelaars speelden aan de Guntersteinweg, tot 2007, maar de voetbalvelden lagen feitelijk op gemeentegrond van Rijswijk. Een van de oudste clubs was HVV Cromvliet dat reeds in 1921 werd opgericht. Ze verhuisde op 1 januari 1938 naar de twee velden aan de Anna Bijnslaan waar zij tot 2005 speelde en toen fuseerde met VIOS en LenS tot HSV Escamp. De velden aan de Anna Bijnslaan worden thans bespeeld door SCSV de Ster. TAC '90 speelt op drie velden aan de Aagje Dekenlaan.

## Openbaar vervoer
Een gedeelte van Moerwijk is nog voor de Tweede Wereldoorlog gebouwd. Het betreft het deel in een driehoek tussen de Troelstrakade, Moerweg en de Melis Stokelaan en een vierkant tussen Troelstrakade, Melis Stokelaan, Esmoreitplein en de Van Ruysbroekstraat. Tramvervoer kende de wijk voor de Tweede Wereldoorlog niet. De dichtstbijzijnde tramlijn was lijn 13 die op het Veluweplein, bij een van de ingangen van het Zuiderpark, een grote eindpuntlus had. Buslijn T verzorgde vanaf 4 januari 1936 het openbaar vervoer over de Melis Stokelaan via het centrum naar de Van Alkemadelaan. Het eindpunt was bij de Moerweg dat al op 24 januari verruild werd voor de Beatrijsstraat. Op 15 oktober 1937 ruilden de eindpunten van de buslijn R en T met elkaar waardoor lijn R in Moerwijk verscheen. Deze had haar andere eindpunt op de Waalsdorperweg. Op 22 mei 1940 werd deze lijn wegens brandstofgebrek ingekort tot het Nassauplein en bleef de vooroorlogse wijk gedurende de gehele Tweede Wereldoorlog verstoken van openbaar vervoer.
Na de bevrijding werd lijn R pas weer op 19 april 1948 in ere hersteld op het traject Esmoreitplein – Turfmarkt. Toen de bouw van de naoorlogse wijken vorderde volgden verlengingen over de Melis Stokelaan en in zuidwestelijke richting. Eerst op 28 september 1950 naar de Aagje Dekenlaan, op 17 september 1951 naar de Betje Wolfstraat en op 5 juli 1952 naar de Loevesteinlaan tot waar de nieuwe bebouwing in Moerwijk was gevorderd. Vanaf 1955 werd lijn R nog verder doorgetrokken en bereikte de Leyweg in de wijk Morgenstond. In datzelfde jaar kreeg lijn R een nummer: 27. Ondertussen was ook een lijn 28 ingesteld die vanaf het Veluweplein, over de Moerweg en de Melis Stokelaan naar de Vrederustlaan reed. Lijn 27 werd dan weer ingekort tot de Aagje Dekenlaan. De veranderingen door de invoering van het Plan Lehner herschikte de buslijnen in Moerwijk. Op 30 oktober 1965 werd lijn 28 vernummerd in lijn 5 en kreeg het traject Vrederust - Melis Stokelaan – Fruitweg – Hollands Spoor – Centrum – Benoordenhout - Duinzigt.
Deze lijn werd steeds drukker en kreeg een versterkingslijn in de vorm van lijn 5S die in de spitsuren een snelle busverbinding met het centrum en het stadhuis aanbood waarbij enkele haltes werden overgeslagen. Deze sneldienst werd opgeheven toen buslijn 5 op 1 september 1974 over de Melis Stokelaan werd vervangen door tramlijn 9. Op 30 oktober 1965 was lijn 27 gecombineerd met lijn 22 om een nieuwe buslijn te vormen die reed van Scheveningen Kurhaus via het centrum naar de Melis Stokelaan tot de Aagje Dekenlaan. Op 30 mei 1970 werd het deel Moerwijk – centrum van deze lijn echter opgeheven en kreeg deze lijn de status van zomerlijn met het nummer 32.
Omdat het vervoer op buslijn 5 ieder jaar toenam en de dienstuitvoering op het traject over de Parallelweg naar het centrum veel vertraging opleverde werd aan een vertramming van de buslijn gedacht. Dit plan materialiseerde zich in 1974 toen op 1 september de verlengde lijn 9 Vrederust – Scheveningen in gebruik werd genomen. Zij werd over de hele Melis Stokelaan tot aan de Lozerlaan gevoerd. De tram slaagde erin de reistijd met 50% te versnellen. Tussen 30 mei 1976 en 14 december 2003 werd lijn 9 ook door lijn 8 versterkt. Lijn 32 werd, omdat tramlijn 9 was aangelegd en het emplooi voor deze lijn later sterk geslonken was, op 25 augustus 1975 opgeheven.
Aan de rand van Moerwijk reed lijn 24 sinds de zomer van 1964 over de Loevesteinlaan naar de Leyweg en verder naar Kijkduin. Op 5 december 1971 werd deze lijn aan lijn 23 gekoppeld, zodat men enerzijds Kijkduin en anderzijds helemaal naar Duindorp (via Rijswijk, Voorburg en Scheveningen naar Duindorp) rijden kon. Lijnnummer 24 verviel daarbij. Lijn 23 werd de langste Haagse buslijn, en rijdt heden (2023)-in kortere vorm- nog steeds. De buslijnen van de WSM, later Westnederland, Connexxion, Veolia en tegenwoordig EBS, vervulden een kleine rol in Moerwijk waarbij in actuele zin buslijn 51 een verbinding levert die een klein stukje van oude route plus deels de onuitgevoerde verlenging van tramlijn 13 berijdt. Buslijn 51 had enige tijd gezelschap van lijn 50 naar Zoetermeer. In het verleden had lijn 51 decennialang nummer 130, en daarvoor 58. Ook streekbus 56 en 129 reden door de wijk.
Qua tramvervoer kwamen de ontwikkelingen pas na de Tweede Wereldoorlog op gang. Lijn 13 is reeds genoemd aan de periferie van de wijk maar deze speelde geen rol van betekenis voor Moerwijk. In de jaren 1950 waren er plannen deze lijn over de Moerweg door te trekken naar de Melis Stokelaan maar hier zag men vanaf omdat de lijn na het Veluweplein zich door vele nauwe straten moest kronkelen en dit zou een zeer trage en kostbare verbinding opleveren. Tramlijn 4/4A was de eerste tramlijn die vanaf het Hildebrandplein op 5 juli 1952 Moerwijk binnentrok. Zij reed de Erasmusweg af tot een kopeindpunt bij de Loevesteinlaan. Lijn 4/4A reed door Spoorwijk en Laakkwartier via het centrum naar Overbosch (4A) en Marlot (4). Op 27 november 1953 kreeg zij een grote eindpuntlus die over de Cannenburglaan liep, en nog steeds bestaat.(2023) Op 1 april 1959 werd lijn 4/4A opgeheven en vervangen door de tramlijn 16 en 17 waarop PCC-cars werden ingezet. Lijn 16 reed naar de Nieuwe Haven en lijn 17 reed via Fluwelen Burgwal, Herengracht en Bezuidenhoutse weg (Station Staatsspoor) naar Station Laan van Nieuw Oost Indië. Op 30 oktober 1965 werd lijn 17 al opgeheven, waarbij lijn 16 een dubbele frequentie kreeg. In de jaren 1980 waren er plannen lijn 16 vanaf het Erasmusplein te verleggen naar Rijswijk waarbij het eindpunt aan de Canneburglaan zou worden opgeheven. Dit plan werd echter niet doorgevoerd. Tussen 1983 en 1996 was lijn 16 met tramlijn 12 gekoppeld en in die tijd reed de lijn onder dat laatste nummer.
Op 30 september 2007 werd lijn 16 verlengd over de Loevesteinlaan naar winkelcentrum Leyweg en verder de nieuwe wijk Wateringse Veld in. Lijn 9 is thans de drukst bezette tramlijn van Haaglanden en is omgebouwd voor breder en groter materieel. Lijn 16 is inmiddels ook aangepast.

## Trivia
- De wijk werd vereeuwigd in het lied O, o, Den Haag (1982) van Harry Klorkestein, dat begint met: "Ik zou best nog wel een keertje net als vroeger in Moerwijk willen wonen". Een aandenken aan het leven in het Den Haag van eind jaren zestig, begin jaren zeventig.
- van Paul van Vliet is het lied Den Haag, met je lege paleizen met de tekst: "O dierbaar grafelijk plekje grond. O Moerwijk en o Morgenstond!"